# June Lindsey
June Lindsey   (Doncaster, 7 de juny de 1922 - Ottawa, 4 de novembre de 2021) va ser una química física canadenca d'origen anglès. Mentre treballava en cristal·lografia de raigs X a la Universitat de Cambridge, Lindsey va tenir una influència important en l'elucidació de l'estructura de l'ADN en tant que va resoldre les estructures de les purines, l'adenina i la guanina. La seva representació dels enllaços per pont d'hidrogen intramoleculars en cristalls d'adenina va ser fonamental per a l'elucidació de James Watson i Francis Crick de l'estructura de doble hèlix de l'ADN.

## Biografia
June Broomhead va néixer a Doncaster el 1922. Es va matricular a la Universitat de Cambridge el 1941 però l'esclat de la Segona Guerra Mundial la va obligar a abandonar la seva carrera investigadora i va passar dos anys ensenyant ciències en una escola fins que va tornar a Cambridge el 1946.
Va completar els seus estudis de grau el 1944 al Newnham College, però la Universitat de Cambridge no donava títols de grau a les dones abans del 1948 i va obtenir la llicenciatura 50 anys després d'haver-la aconseguit.
Va resoldre l'estructura cristal·lina d'un complex d'adenina i guanina i va delimitar la forma i les dimensions de les dues subunitats nitrogenades de l'ADN. Va proposar que les nucleobases complementàries estan unides per enllaços per pont d'hidrogen, treball que va ser ampliat per Bill Cochran. La seva recerca, en particular la predicció d' enllaços d'hidrogen, va ser investigada i utilitzada per Watson i Crick per a determinar l'estructura de l'ADN, els quals van crear models de cartró basats en les dimensions de les estructures cristal·lines de Lindsey. Francis Crick va treballar al costat de Lindsey a la Universitat de Cambridge, tanmateix, no van reconèixer les contribucions de Lindsey en el seu descobriment de l'estructura molecular dels àcids nucleics.
Lindsey va obtenir el doctorat (Ph.D.) el 1950, i després es va traslladar a la Universitat d'Oxford on va treballar com a investigadora postdoctoral amb Dorothy Hodgkin en vitamina B12. Lindsey es va traslladar al Canadà el 1951. Abans de marxar, el físic Lawrence Bragg li va escriure demanant-li que s'unís al seu equip treballant en cristal·lografia experimental i teòrica. En una carta, va escriure: «Necessitem urgentment les teves mans per abordar problemes cristal·logràfics complicats, tant experimentals com teòrics. Tant de bo totes aquestes coses haguessin sorgit mentre encara estaves amb nosaltres; haurien estat justament de la teva competència».
Va treballar al Consell Nacional de Recerca del Canadà en l'estructura de la codeïna i la morfina. El seu marit, George Lindsey, estava destinat a Montreal i June Lindsey va deixar la seva carrera en cristal·lografia per a tenir cura dels seus dos fills. Es van traslladar a Itàlia en una missió de l'OTAN el 1961.
Lindsey va obtenir la seva llicenciatura el 1998, més de 50 anys després d'acabar-la, quan la Universitat de Cambridge va concedir-li també a 900 altres graduades «no oficials» amb títols obtinguts abans del 1948. Lindsey va morir a Ottawa el 4 de novembre de 2021, als 99 anys. El seu marit, George, la va precedir en la mort.